# Сказочное путешествие мистера Бильбо Беггинса, Хоббита
«Сказочное путешествие мистера Бильбо Беггинса, Хоббита, через дикий край, чёрный лес, за туманные горы. Туда и обратно. По сказочной повести Джона Толкина „Хоббит“» (также известен как «Приключения хоббита») — телеспектакль по мотивам повести-сказки Дж. Р. Р. Толкина «Хоббит, или Туда и обратно», перевод Н. Л. Рахмановой. В работе над спектаклем приняли участие артисты ленинградских театров.
Телеспектакль снимался в 7-й студии Ленинградского телецентра, в то время являвшейся одним из самых оснащённых аппаратно-студийных блоков на советском ТВ. На спектакле впервые была применена технология двойной рирпроекции.

## Сюжет
Сидя в кресле, Автор начинает повествование о странствиях хоббита Бильбо Бэггинса. Тот жил в своей норе, пока в его спокойный мир не вошёл волшебник Гэндальф, а затем и тринадцать гномов, которые смогли уговорить хоббита отправиться с ними в опасное путешествие.
Застигнутые непогодой в горах, странники попытались укрыться в пещере, однако в результате попали в плен к гоблинам. Гэндальф смог скрыться и затем выручил спутников, убив вождя гоблинов заколдованным мечом. Когда бросившиеся в погоню гоблины настигли беглецов, Бильбо упал, ударился о камень и потерял сознание, а очнувшись, нашёл золотое кольцо. В это время хоббита обнаружил подземный житель — Голлум, который предложил Бэггинсу сыграть в загадки. По итогам этой игры Голлум или выводит Бильбо наружу, или съедает его. Хоббит выигрывает, задав вопрос о том, что у него в кармане. Голлум не хочет выполнять своё обещание, однако для охоты на Бильбо ему требуется кольцо — именно то, что и находилось в кармане у Бэггинса.
Выбравшись наружу, гномы попадают в лапы гигантских пауков, однако хоббит спасает их. Затем экспедиция приходит в Озёрный город, жители которого встречают гномов с восторгом. Однако теперь наступает самое опасная часть путешествия — проникновение в логово дракона Смога в Одинокой горе. Там Бильбо сперва находит алмаз Аркенстон, а затем встречается с самим драконом. Тот хвалится крепостью своей шкуры и позволяет хоббиту осмотреть её. Бэггинс находит там незащищённое место, после чего насмехается над Смогом. Тот в ярости летит в Озёрный город, однако лучник Бард, предупреждённый Бильбо, попадает точно в прореху.
После смерти дракона гномы спорят, как разделить сокровища. Возглавляющий отряд гномов Торин не хочет делиться богатствами, но Бильбо отказывается от своей доли и отдаёт Аркенстон людям.
На город нападают гоблины, люди и гномы вместе сражаются с врагами и побеждают, но Торин получает в битве смертельную рану и умирает, раскаявшись в своих скверных поступках.
Гномы ещё раз предлагают Бильбо долю богатств, но тот снова отказывается от золота и принимает лишь подарок на память, после чего возвращается в свой дом, где начинает писать стихи и ходить в гости к эльфам, чтобы вместе с ними вспоминать свои приключения.

## Версии
Фильм существует, по крайней мере, в двух официальных вариантах, отличающихся наличием различных сцен. Хронометраж версий отличается примерно на 50 секунд. Телевизионная версия, транслировавшаяся по эфирным и кабельным каналам, содержит сцену с гномами, поющими песни «Бейте тарелки» и «За синие горы, за белый туман». Однако на DVD была издана версия, в которой эта сцена отсутствует, но вместо этого она содержит сцены дележа сокровищ, битвы с гоблинами у Озёрного города и гибели Торина, которые отсутствуют в телеверсии.
Существует также «любительская» версия, созданная на основе DVD. Она длится 72 минуты и содержит эпизоды, имеющиеся только в телевизионной версии.

## В ролях
- Зиновий Гердт — рассказчик
- Михаил Данилов — Бильбо
- Иван Краско — Гэндальф
- Игорь Дмитриев — Голлум
- Анатолий Равикович — Торин Дубощит
- Георгий Корольчук — Кили
- Михаил Кузнецов — Фили
- Алексей Кожевников — Балин
- Николай Гаврилов — Двалин
- Кирилл Датешидзе — Дори
- Владимир Козлов — Нори
- Олег Леваков — Ори
- Юрий Затравкин — Глоин
- Владимир Лелётко — Оин
- Михаил Храбров — Бофур
- Юрий Овсянко — Бифур
- Александр Исаков — Бомбур
- Борис Соколов — лучник Бард
- Алексей Цуканов — дракон Смауг
- Владимир Мартьянов — паук
- Игорь Муравьёв — паук
- Михаил Матвеев — главарь гоблинов
- Леонард Секирин — гоблин
- Александр Сланкснис — гоблин

Танцы исполняют артисты Ленинградского государственного академического театра оперы и балета.